# Lucius Maecius Philotimus
Lucius Maecius Philotimus war ein antiker römischer Unternehmer, der in der späten römischen Republik in Rom tätig war.
Lucius Maecius Philotimus ist heute nur noch von seiner Grabinschrift bekannt, die in Rom gefunden wurde. In dieser wird er als vascularius bezeichnet, was sowohl die Produzenten von zumeist Metallgefäßen (Toreuten) als auch die Händler solcher Gefäße meinen kann. Ob Philotimus, wenn die Deutung als Produzent stimmt, Besitzer der Werkstatt war oder selbst aktiv bei der Arbeit mitwirkte, kann nicht gesagt werden. Er wäre einer von nur knapp über 30 inschriftlich-namentlich belegten antiken Toreuten. Ihm zuweisbare Werke sind nicht überliefert, was auch in einem solchen Fall auch eine Deutung als Händler oder Hersteller stark erleichtern würde. Die Inschrift wurde offenbar zweimal erweitert. Zunächst erfolgte die Bestattung des Maecius Philotimus, danach die einer Freigelassenen mit dem Namen Rutilia Hethaera, die vermutlich Ehefrau des Maecius Philotimus war, und der Maccia, die seine Tochter war (in der heutigen Form der Inschrift Zeilen 8–9). Deshalb stand hier die Freigelassene vor der Freigeborenen, was sonst eher unüblich ist, bei einem Mutter-Tochter-Verhältnis jedoch vertretbar war. Eine zweite Erweiterung der ursprünglichen Inschrift wurde in den verbliebenen Freiraum zwischen dem ursprünglichen Text und der ersten Ergänzung eingeschoben (heute Zeile 7). Sie nennt einen Lucius Maecius Salvius, der vielleicht Mitarbeiter und wahrscheinlich Freigelassener des Philotimus war, und einen Fremden, der Manchas oder Mancha hieß. Der Eingangstext (Zeile 1–6) entspricht, abgesehen von den Personennamen und der Rechtsformel „posterius ius“ am Ende von Zeile 6, genau der Grabinschrift des Dichters Marcus Pacuvius, die im Werk des Schriftstellers Aulus Gellius überliefert ist. Die Inschrift wird um das Jahr 100 v. Chr. oder etwas früher datiert. Da Marcus Pacuvius 130 v. Chr. starb, ist eine Datierung der Inschrift nur nach 130 v. Chr. möglich. Die (aufgelöste) Inschrift lautet:
Die Inschrift wurde 1894 von Eugen Bormann publiziert, in dessen Besitz sich auch eine Kopie von ihr befand.

## Einzelbelege
1. ↑  CIL 1, 1209
2. ↑  abgesehen von Signaturstempeln auf toreutischen Erzeugnissen

| Personendaten    | Personendaten                                      |
| ---------------- | -------------------------------------------------- |
| NAME             | Maecius Philotimus, Lucius                         |
| ALTERNATIVNAMEN  | Philotimus, Lucius Maecius                         |
| KURZBESCHREIBUNG | antiker römischer Toreut oder Händler              |
| GEBURTSDATUM     | 2. Jahrhundert v. Chr.                             |
| STERBEDATUM      | 2. Jahrhundert v. Chr. oder 1. Jahrhundert v. Chr. |